# شيرلي بيج
شيرلي بيج (بالإنجليزية: Shirley Page) هي لاعبة بولينغ بريطانية، ولدت في 11 ديسمبر 1940.

## روابط خارجية
- شيرلي بيج على موقع اتحاد ألعاب الكومنولث (مؤرشف) (الإنجليزية)